# Francisco Cuoco
Francisco Cuoco (San Paolo, 29 novembre 1933 – San Paolo, 19 giugno 2025) è stato un attore brasiliano.

## Biografia
Appartenente a una famiglia di italiani, debuttò nello spettacolo come attore teatrale nel 1955, producendosi poi anche nel cinema e in tv. Ricoprì il ruolo principale nella più lunga telenovela di tutti i tempi, Redenção. Tra le successive sue prove per il piccolo schermo vi furono Magia (1977), telenovela diffusa in Italia da Retequattro - in essa impersonò l'indimenticabile protagonista, l'affascinante avventuriero Herculano Quintanilha - e il suo rifacimento del 2011 O Astro (ancora inedito in Italia) dove invece egli sostenne il ruolo di un personaggio assente nella versione originale.
Nel 2018 fu premiato col Trofeu Mario Lago. 
Da tempo in precarie condizioni di salute, è morto per una grave infezione il 19 giugno 2025, ultranovantenne, in un ospedale di San Paolo.

## Vita privata
Cuoco divorziò due volte. Dal secondo matrimonio gli nacquero tre figli: Tatiana, Rodrigo, Diogo . In seguito ebbe una lunga relazione con una donna molto più giovane. 
Nel 2021 il modello Anthony Jr. iniziò a far parlare di sé affermando di essere nato da una relazione segreta dell'attore. Per due anni Cuoco rifiutò di sottoporsi all'esame del DNA.  Messo alle strette nel 2023, apprese infine di non essere il padre del modello. 
Nel 2024 Cuoco e il figlio Diogo, a conclusione di una lunga battaglia legale, dovettero risarcire un ex socio in affari dell'attore. 
Negli ultimi tempi Francisco Cuoco fu accudito dalla sorella Gracia, presso la quale era andato a vivere.

## Filmografia

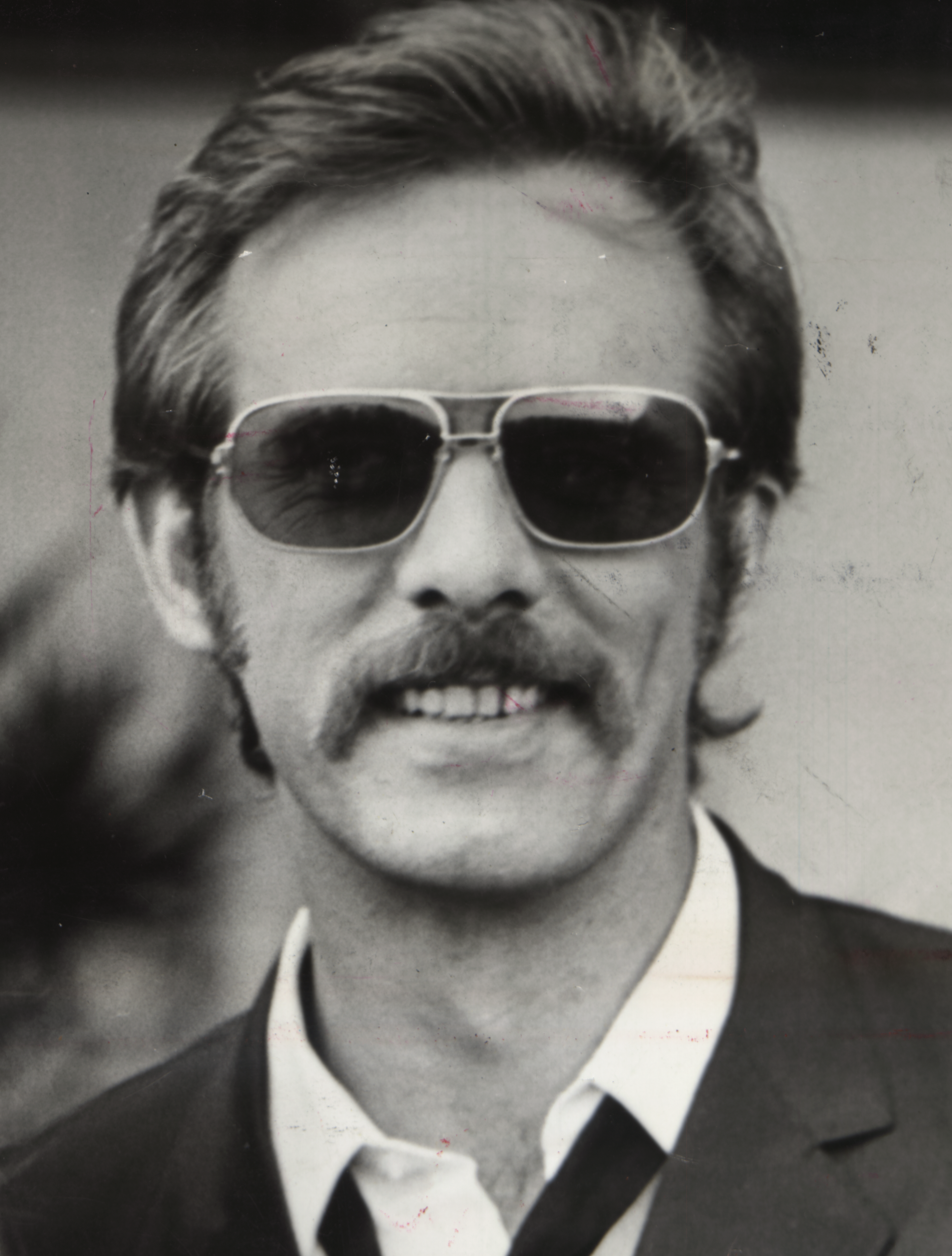
Francisco Cuoco nel 1971

### Cinema
- Anuska, Manequim e Mulher, regia di Francisco Ramalho Jr. (1968)
- Traição, regia di José Henrique Fonseca, Arthur Fontes e Cláudio Torres (1998)
- Gêmeas, regia di Andrucha Waddington (1999)
- Um Anjo Trapalhão, regia di Alexandre Boury e Marcelo Travesso (2000)
- Os Xeretas, regia di Michael Ruman (2001)
- Cafundó, regia di Paulo Betti e Clovis Bueno (2005)
- Didi, o Caçador de Tesouros, regia di Paulo Aragão e Marcus Figueiredo (2006)
- Real Beleza, regia di Jorge Furtado (2015)

### Televisione
- Grande Teatro Tupi - serie TV, 5 episodi (1957-1959)
- Pouco Amor Não É Amor - serie TV (1963)
- A Morta Sem Espelho - serie TV (1963)
- Renúncia - serie TV (1964)
- Marcados pelo Amor - serie TV (1964)
- Banzo - serie TV (1964)
- Ainda Resta uma Esperança - serie TV, episodi 1x1 (1965)
- Os quatro Filhos - serie TV (1965)
- O Pecado de Cada Um - serie TV (1965)
- Almas de Pedra - serie TV, episodi 1x1 (1966)
- Redenção - serie TV, 596 episodi (1966-1968)
- Sangue do Meu Sangue - serie TV (1969)
- Legião dos Esquecidos - serie TV, 230 episodi (1968-1969)
- O Cafona - serie TV, 183 episodi (1971)
- Assim na Terra Como no Céu - serie TV, 213 episodi (1970-1971)
- Sombra de Suspeita, regia di Daniel Filho - film TV (1972)
- Meu Primeiro Baile, regia di Daniel Filho - film TV (1972)
- Caso Especial - serie TV, episodi 1x1-2x2 (1971-1972)
- Selva de Pedra - serie TV, 244 episodi (1972)
- Noites Brancas, regia di Zbigniew Ziembinski - film TV (1973)
- O Semideus - serie TV, 222 episodi (1973-1974)
- Cuca Legal - serie TV, 119 episodi (1975)
- Saramandaia - serie TV (1976)
- Pecado Capital - serie TV, 168 episodi (1975-1976)
- Duas Vidas - serie TV, 155 episodi (1976-1977)
- Magia (O Astro ) - serial TV, 187 episodi (1977-1978)
- Feijão Maravilha - serie TV (1979)
- Os Gigantes - serie TV, 147 episodi (1979-1980)
- Obrigado Doutor - serie TV (1981)
- Sétimo Sentido - serie TV, 166 episodi (1982)
- Mandrake, regia di Roberto Farias - film TV (1983)
- Eu Prometo - serie TV, 110 episodi (1983-1984)
- O Outro - serie TV, 172 episodi (1987)
- O Salvador da Pátria - serie TV, 186 episodi (1989)
- Luna piena d'amore (Lua Cheia de Amor) - serie TV, 190 episodi (1990-1991)
- Roberto Carlos Especial - serie TV, 1 episodio (1992)
- Menino de Engenho, regia di Roberto Farias - film TV (1993)
- Deus Nos Acuda - serie TV, 176 episodi (1992-1993)
- Tropicaliente - serie TV, 187 episodi (1994)
- A Próxima Vítima - serie TV, episodi 1x1-1x2-1x203 (1995)
- Quem É Você? - serie TV, 1 episodio (1996)
- Visita de Natal, regia di Alexandre Boury, Walter Lacet e Marcelo Travesso - film TV (1996)
- A Comédia da Vida Privada - serie TV, episodi 3x1 (1997)
- A Justiceira - miniserie TV, episodi 1x1 (1997)
- Malhação - serie TV, 12 episodi (1997)
- Dona Flor e Seus 2 Maridos - serie TV, 20 episodi (1998)
- Pecado Capital - serie TV, 183 episodi (1998-1999)
- Garotas do Programa - serie TV (2000)
- Você Decide - serie TV, 6 episodi (1993-2000)
- Brava Gente - serie TV, episodi 1x2 (2000)
- Sai de Baixo - serie TV, episodi 3x8-4x27-6x3 (1998-2001)
- As Filhas da Mãe - serie TV (2001)
- O clone - serie TV, episodi 1x1 (2001)
- Agora é Que São Elas - serie TV (2003)
- Da Cor do Pecado - serie TV, 31 episodi (2004)
- A Grande Família - serie TV, episodi 2x37-4x23 (2002-2004)
- América - serie TV, 108 episodi (2005)
- Cobras & Lagartos - serie TV, 58 episodi (2006)
- Toma Lá, Dá Cá - serie TV, episodi 1x18 (2007)
- Casos e Acasos - serie TV, episodi 1x0-1x2-1x15 (2007-2008)
- Duas caras - telenovela (2007-2008)
- Dicas de um Sedutor - serie TV, episodi 1x6 (2008)
- Negócio da China - serie TV, 99 episodi (2008-2009)
- A Princesa e o Vagabundo, regia di Marcus Figueiredo e Jayme Monjardim - film TV (2010)
- Passione - serie TV, 93 episodi (2010-2011)
- O Astro - serie TV, 14 episodi (2011)
- Doce de Mãe - miniserie TV (2014)
- Amor à Vida - serie TV, episodi 1x221 (2014)
- Boogie Oogie - serie TV, 185 episodi (2014-2015)
- Sol Nascente - serie TV, 160 episodi (2016-2017)
- Pega Pega - serie TV, episodi 1x184 (2018)
- Segundo Sol - serie TV, 56 episodi (2018)
- Juntos a Magia Acontece: Especial de Natal, regia di Maria de Médicis - film TV (2019)
- Salve-se Quem Puder - serie TV, episodi 1x41 (2020)